# Roza Eskenazy

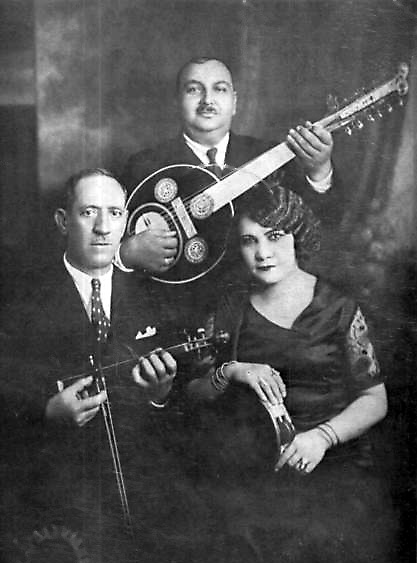
D. Semsis, A. Tomboulis, R. Eskenazy (Athen, 1932)

Roza Eskenazy (geboren als Sarah Skinazy; griechisch Ρόζα Εσκενάζυ, * Mitte der 1890er Jahre; † 2. Dezember 1980) war eine griechische Sängerin, die Rembetiko und traditionelle griechische Lieder aus Kleinasien vortrug. Ihre aktive Zeit als Sängerin, in der sie Schallplatten aufnahm, dauerte vom Ende der 1920er bis in die 1970er Jahre.

## Leben

### Kindheit
Roza Eskenazy wurde in eine arme Familie aschkenasischer Juden in Konstantinopel geboren, von der sich auch der Familienname Eskenazy ableitet. Sie erhielt den Namen Sarah Skinazy. Ihr Vater Awram Skinazy (auch: Skinasi) war Altwarenhändler. Außer Rosa hatten er und seine Frau Flora die beiden Söhne Nissim und Sami. Roza Eskenazy verheimlichte während ihrer Schauspielkarriere immer das Datum ihrer Geburt und behauptete, 1910 geboren zu sein. Wahrscheinlich wurde sie zwischen 1895 und 1897 geboren.
Nach der Jahrhundertwende zog die Familie nach Saloniki, das damals zum Osmanischen Reich gehörte. Awram Skinasi fand Arbeit in einer Baumwollfabrik und hatte, um die Familie zu ernähren, verschiedene Nebenbeschäftigungen. Sara lernte Lesen und Schreiben bei einem Nachbarmädchen, das war ihr  einziger „Schulunterricht“.
Einige Zeit lebten Sara, ihr Bruder und ihre Mutter in Komotini, das damals noch zahlreiche türkischsprachige Einwohner hatte. Die Mutter diente als Magd im Haus einer reichen Familie, und Sara half ihr bei der Hausarbeit.
Eines Tages hörten sie Inhaber einer türkischen Taverne singen und wollten sie für ihre Lokale als Sängerin engagieren, was die Mutter, die auf keinen Fall wollte, dass die Tochter Schauspielerin würde, ablehnte. In einem Interview sagte Roza später, dass die Zeit in Komotini zum Wendepunkt in ihrem Leben wurde. Damals hat sie beschlossen, Sängerin und Tänzerin zu werden.

### Anfang der Karriere
Zurück in Saloniki mietete die Familie eine Wohnung in der Nähe des Grand Hôtel des Unternehmers M. Leonidas, in dessen Innenhof sich der Winterzirkus befand und in dem einige ihrer Nachbarn auftraten. Sara war zwei Tänzerinnen mit deren Kostümen behilflich und träumte davon, ebenfalls auf der Bühne aufzutreten.
Als junges Mädchen hatte sich Sara Skinasi in Janis Sardinidis, einen reichen jungen Mann aus einer der einflussreichsten kappadokischen Familien verliebt. Die Familie gab jedoch keine Einwilligung in die Ehe der beiden, weil sie Sara für eine ausschweifende Person hielt. Das Paar heiratete daraufhin um 1913 heimlich, und Sara änderte ihren Vornamen in Roza, der Name für ihre künstlerische Karriere.
Sardinidis starb um 1917 und ließ Roza mit ihrem Sohn Paraschos zurück. Da sie sich nicht im Stande sah, die Erziehung des Kindes mit ihrer Karriere zu verbinden, gab sie ihn in der Heiligen Taxiarchis-Armenanstalt der Stadt Xanthi ab; die Familie des Vaters unterstützte das Kind finanziell. Paraschos Sardinidis wurde später ein hoher Offizier der griechischen Luftwaffe. Seine Mutter sah er erst 1935 in Athen wieder.

### Athen

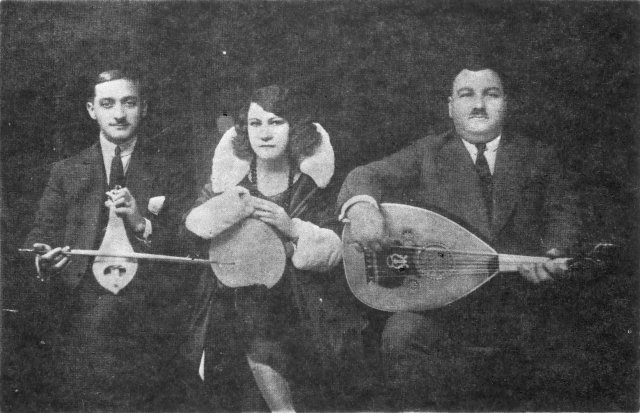
K. Lambros, R. Eskenazy, A. Tomboulis (Athen, ca. 1930)

Roza war nach dem Tod Sardinidis’ nach Athen übergesiedelt, um ihre musikalische Karriere fortzusetzen. Sie trat zusammen mit den armenischen Kabarettisten Seramus und Sabel auf. Bald bekam sie auch Engagements als Tänzerin in Klubs, wo sie in griechischer, türkischer und armenischer Sprache sang. In einem dieser Klubs wurde sie gegen Ende der zwanziger Jahre von dem Komponisten und Impresario Panagiotis Toundas entdeckt. Toundas erkannte ihr ungewöhnliches Talent und stellte sie Vassilis Toumbakaris von Columbia Records vor.
Die beiden ersten Aufnahmen für die Columbia, Mandili kalamatiano und Koftin eleni tin elia (1928), waren der Beginn einer vierzigjährigen Phase von Schallplattenaufnahmen, die bis Ende der 1960er dauerte. Bis Mitte der dreißiger Jahre nahm sie in diesem Studio mehr als dreihundert Lieder auf und wurde zu einem populären Star. Ihr Repertoire enthielt Volkslieder, hauptsächlich aus Griechenland sowie aus dem mittlerweile türkischen Smyrna. Aber ihr wichtigster Beitrag zur griechischen Musik wurde der Rembetiko, vor allem in der Smyrna-Variante. Ihr gelang es fast im Alleingang, dass Musik dieses Genres einen Platz in der Popularmusik einnehmen konnte. Bis heute verbindet man den Rembetiko mit ihrer einzigartigen Stimme.
Bald nach den ersten Studioaufnahmen begannen ihre ersten Auftritte im Athener Nachtklub Taygetos. Auf der Bühne trat sie zusammen mit Toundass, dem Geiger Dimitrios Semsis und dem Oudisten Agapios Tomboulis auf. Star der Gruppe war Eskenasy, die für jeden Auftritt ein damals unerhörtes Honorar von 200 Drachmen bekam. Später erzählte sie ihrem Biografen Kostas Chadsidoulis, dass sie den größten Teil des Honorars für Schmuck ausgab. Ihre Schwäche für teuren Schmuck brachte sie um den größten Teil ihres Einkommens.
Auf dem Höhepunkt ihrer Karriere unterschrieb sie um 1931/32 bei Columbia Records einen Exklusivvertrag. Nach diesem Vertrag sollte sie pro Jahr mindestens 40 Lieder aufnehmen mit einem Anteil von 5 Prozent für jede verkaufte Platte. Damals war sie die einzige griechische Künstlerin, mit der die Columbia einen derartigen Plattenvertrag abgeschlossen hat.

### Internationale Karriere
Bald verbreiten sich Roza Eskenazys Lieder über Griechenland hinaus und fanden Anhänger unter der griechischen Bevölkerung der Diaspora. Zusammen mit Tomboulis gab sie erfolgreich Konzerte in Ägypten, Albanien und Serbien, die nicht nur von den dortigen griechischen Gemeinden besucht und geschätzt wurden. Ihre Lieder riefen den Ärger der griechischen Regierung hervor, das Lied Preza otan Piis (Πρέζα όταν Πιείς, ‚Wenn du das Kokain atmest‘) wurde von dem griechischen General und Diktator Ioannis Metaxas verboten. Die Sänger des traditionellen Rembetiko wurden damals zu ‚Parias‘ des griechischen Staates erklärt. Doch die neuen Formen des alten Genres, wie sie sich mit Vassilis Tsitsanis gebildet hatten, bahnten sich ihren Weg.

### Zweiter Weltkrieg
Auch während des Zweiten Weltkriegs mit dem Überfall auf Griechenland durch Italien 1940 und der deutschen Okkupation setzte Roza Eskenazy ihre Auftritte in griechischen Nachtklubs fort. 1942 konnte sie sogar zusammen mit ihrem Sohn Paraschoss einen eigenen Nachtklub Kristall eröffnen. Sie hatte sich – als Jüdin – ein falsches Taufzeugnis beschaffen können; außerdem fühlte sie sich in Sicherheit, da sie ein Liebesverhältnis mit einem deutschen Offizier unterhielt. Sie war jedoch keine Mithelferin der Besatzer. Sie nutzte ihre privilegierte Lage, um die örtliche Widerstandsbewegung zu unterstützen, und versteckte in ihrem Haus Widerstandskämpfer und englische Agenten. Außerdem gelang es ihr, vielen Juden aus Athen und Saloniki zur Flucht zu verhelfen. Unter denen, die sie vor dem Abtransport nach Auschwitz retten konnte, war auch ihre eigene Familie. 1943 flog sie auf und wurde verhaftet und für drei Monate inhaftiert, bis es ihrem deutschen Liebhaber und dem Sohn nach großen Mühen gelang, ihre Befreiung zu erreichen. Nach der Befreiung floh sie aus Griechenland und blieb bis zum Ende des Krieges im Exil, da sie fürchten musste, wieder verhaftet zu werden.

### Nachkriegsjahre
Im Laufe ihrer langen Karriere kam sie nicht nur mit Vasilis Toumbakaris  von Kolambija rekords zusammen, sondern auch mit Minossom Matsossom, der das Odeon/Parlofon gegründet hatte. Dadurch konnte sie zum Erfolg anderer bekannter Künstler wie Marika Ninou und Stelly Chaskil beitragen. Eskenasy hat sie in den Musikerverband  Allilowojtija eingeführt, und bald machten sie Aufnahmen mit Vassilis Tsitsanis.
1949 beantragte sie einen neuen griechischen Personalausweis. Während eines ihrer Konzerte lernte sie den Polizeioffizier Christos Filipakopulos kennen, der fast dreißig Jahre jünger war als sie. Ungeachtet des Altersunterschieds entflammte zwischen ihnen eine Romanze. Diese Romanze dauerte – in verschiedener Weise – bis zu ihrem Tod. Obwohl sie ab jetzt in allen Balkanländern gastierte, gab es eine erste Tournee in die USA erst 1952. Im Verlauf dieser Tournee trat sie vor griechischen und auch vor türkischen Gemeinden in den USA auf. Sponsor der Fahrt, die einige Monate dauerte, war das New Yorker Restaurant und Bar Parthenon. Dieser Tournee folgten weitere Gastspielreisen in Übersee. 1955 lud sie der albanische Impresario Ajden Leskowiku von der Balkan record company zu Konzerten und Aufnahmen nach Istanbul ein. Für Leskowiku hat sie rund vierzig Lieder aufgenommen und dabei etwa 5000 Dollar verdient. Obwohl das eine verhältnismäßig kleine Summe ist, behauptete sie später, dass die Honorare für die Konzerte und die Trinkgelder eine zehnfach größere Summe ausgemacht hätten.
Bald nach der Rückkehr aus Istanbul unternahm sie zwei Tourneen durch die USA, sie trat in New York, Detroit und Chicago auf. Am 5. Juli 1958, während ihrer zweiten USA-Tournee, heiratete sie Frank Aleksander, eine Zweckheirat, um eine Arbeitserlaubnis für die USA zu bekommen. Eskenasy wäre gerne in die USA übersiedelt, wenn sie nicht in ihrer Liebe an Christos Filipakopulos gebunden gewesen wäre. Seinetwegen ist sie 1959 nach Athen zurückgekehrt. Von dem Geld, das sie in den Staaten verdient hatte, erwarb sie ein Haus in Kipopuli, einem Vorort Athens, sowie zwei Lastkraftwagen und einige Pferde. In ihrem Haus lebte sie mit Filipakopulos bis zum Ende ihres Lebens.

### Vergessen und Wiederentdeckung
Eskenazy war schon mehr als sechzig Jahre alt, und das Musikleben Griechenlands hatte sich während ihrer langen Karriere von mehr als vier Jahrzehnten verändert. Der Smirneiko, der Musikstil von Izmir, und der Rembetiko waren nicht mehr populär. Sie verlor ihre Popularität und – wie auch andere Meister dieser Genres – musste sie sich mit den zufälligen Auftritten während ländlicher Feiertage und anderer kleiner Feiern begnügen. Obwohl Eskenasy in den nachfolgenden Jahren einige Lieder einspielte, erschienen hauptsächlich Remakes ihrer alten, wohlbekannten Hits, die bei kleinen Schallplatten-Labels in Athen aufgenommen wurden.
Gegen Ende der 1960er Jahre erwachte wieder Interesse für ihre frühen Lieder. RCA nahm zwei Platten von je 45 Minuten auf, mit vier Liedern von Eskenasy (einschließlich Sabach amanes), in Begleitung von Klavierspieler Dimitris Manissalis, aber diese Platten wurden nur in kleiner Auflage ausgegeben. In den letzten Tagen der Militärdiktatur Anfang der siebziger Jahre erwachte unerwartet bei der griechischen Jugend das Interesse für die alten städtischen Lieder. Deswegen erschienen einige wichtige Sammlungen. Eine der bekanntesten war die Sammlung von sechs Aufnahmen der Musik Rembetiko Rebetiki istoria. Insgesamt wurden einige Hunderttausend Platten mit dieser Sammlung verkauft. Nach mehr als zehn Jahren der Vergessenheit wurde Roza Eskenasy, die schon mehr als 70 Jahre alt war, wieder ein Star. Ein Hauptunterschied dieses Jahrzehntes zur frühen Periode ihrer Karriere waren die häufigen Auftritte im Fernsehen. Roza nahm an einigen Fernsehshows teil. In 1973 drehte der Regisseur Vassilis Maros über Eskenasy den Kurzdokumentarfilm Zou Bouzouki, 1976 trat sie zusammen mit Charis Alexiou im Fernsehen auf, wodurch einige Lieder und Interviews überliefert sind. Gleichzeitig verlor Roza die Verbindung mit den Nachtklubs Griechenlands nicht, so trat sie häufig in der wöchentlichen Show im Nachtklub Temelio in der Plaka auf. Da zu jener Zeit nur wenige Sänger wie Eskenazy mit Rembetiko auftraten, begannen Künstler und die Musikwissenschaftler, diese Musik zu studieren, die als “authentisch” galt. So übte Eskenazys Musik nachhaltigen Einfluss auf die neue Generation der Sänger aus, einschließlich Charis Alexiou und Glykeria. Die Begeisterung der jungen Musiker wurde jedoch vom breiten Publikum nicht geteilt, das Eskenazy eher als exotische Person betrachtete. Dennoch setzte sie ihre Auftritte fort. Ihr letztes Konzert gab sie im September 1977 in der Stadt Patras.

### Letzten Jahre
Die letzten Jahre des Lebens hat Eskenasy zusammen mit Christos Filipakopulos in  Kipupoli verbracht. Nach ihrer Herkunft war sie Jüdin, konvertierte jedoch 1976 zur griechisch-orthodoxen Kirche und nahm den Namen Rosalija Eskenasi an. Zwei Jahre später erkrankte sie an der Alzheimer-Krankheit. Nach einem Sturz und anschließendem längeren Krankenhausaufenthalt, wurde sie nach einer Infektion wieder in eine Klinik eingewiesen, in der sie am 2. Dezember 1980 starb.
Roza Eskenasy wurde in einem einfachen Grab ohne Grabstein in dem Dorf Stomio bei Korinth begraben. Eine Kulturorganisation des Ortes organisierte eine Sammelaktion und ließ  einen schlichten Grabstein mit der Inschrift „Roza Eskenasy, die Künstlerin“ am Grab aufstellen.

## Biographien
1982 hat Kostas Chazidulis das kleine Erinnerungsbuch „Αυτά που Θυμάμαι“ („Die Sachen, an die ich mich erinnere“) veröffentlicht. Das Buch entstand aus Interviews, die Eskenasy in den letzten Jahren ihres Lebens gegeben hatte. Es enthält eine Menge Fotografien, hauptsächlich aus der frühen Periode ihres Schaffens.
2008  hat der Regisseur Roy Scher einen Dokumentarfilm über die Sängerin und ihre Musik mit dem Titel „Mein süßer Kanarienvogel“ gedreht. Der Film erzählt vom Leben und  Schaffen Roza Eskenasys. Dieser Film, der in Kooperation mit internationalen Filmstudios produziert worden ist, erzählt von drei jungen Musikern aus Griechenland, der Türkei und Israel, die sich auf die Suche nach den Spuren der berühmten und in Griechenland sehr populären Rembetiko-Sängerin begeben.